# Isao Inokuma
Isao Inokuma (猪熊 功?, Inokuma Isao; Yokosuka, 4 febbraio 1938 – Tokyo, 28 settembre 2001) è stato un judoka giapponese.

## Biografia
Nel 1966, si dimise dal suo incarico presso il dipartimento di polizia di Tokyo per diventare dirigente della Tokai Construction (東海 建設 株式会社). Continuò comunque a lavorare nel mondo del judo come consulente per la Federazione Internazionale di Judo e come istruttore presso la Tokai University, dove ha allenato la futura medaglia d'oro olimpica Yasuhiro Yamashita. Scrisse anche diversi libri e manuali sul judo e nel 1993 divenne amministratore delegato della Tokai Construction. Isao Ikonuma si suicidò il 28 settembre 2001 tramite seppuku, probabilmente a causa delle perdite finanziarie della sua azienda.

## Palmarès
Olimpiadi
- 1 medaglia:
  - 1 oro (oltre 80 kg a Tokyo 1964)

Mondiali
- 1 medaglia:
  - 1 oro (Open a Rio de Janeiro 1965)